# Cinemática estelar

Estrela de Barnard, mostrando a posição a cada cinco anos no período 1985–2005. A Estrela de Barnard +e uma das que tem mais alto valor de movimento próprio.

A cinemática estelar é o estudo do movimento das estrelas sem a necessidade do conhecimento acerca de como elas adquiriram movimento. Ela difere da dinâmica estelar, que leva em conta os efeitos da gravitação. O movimento de uma estrela em relação ao Sol pode fornecer informações importantes sobre a origem e idade de uma estrela, bem como sobre a estrutura e evolução da galáxia circundante.
Em astronomia, é comummente aceito que a maioria das estrelas nasce no interior de nuvens moleculares conhecidas como berçários estelares. As estrelas formadas dentro de tal nuvem compõem os aglomerados abertos, que podem conter até milhares de membros. Esses aglomerados se dissociam no decorrer do tempo. Estrelas que se separam no núcleo do aglomerado são designadas membros da associação estelar. Se a associação se desprende do aglomerado e passa a vagar em conjunto pela galáxia,  ela passa então a ser denominada como um grupo movente.

## Velocidade espacial

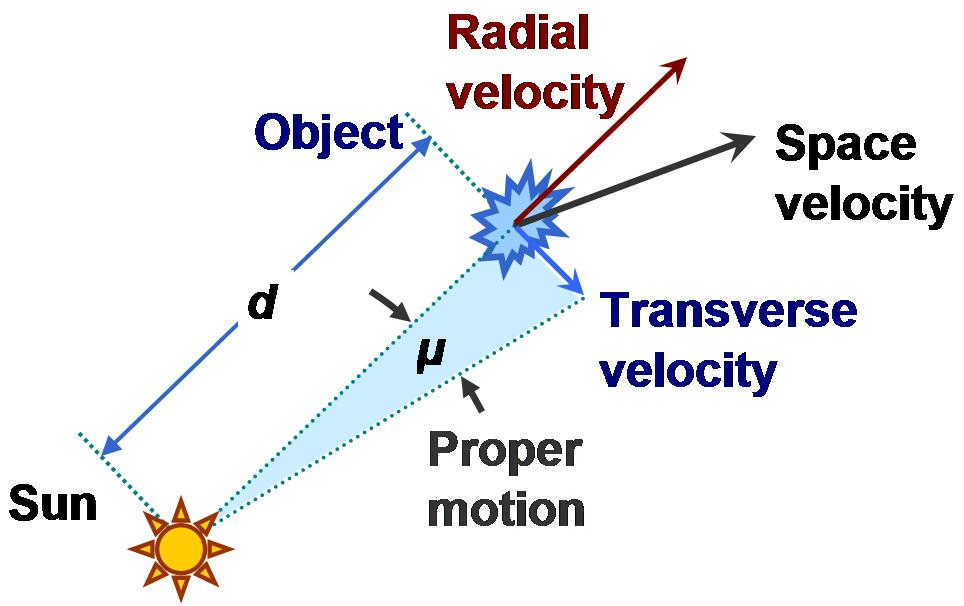
Ilustração, para ajudar a compreender, como a velocidade radial, é afetada pelo Efeito Doopler

O componente do movimento estelar que se aproxima ou se afasta do Sol, conhecido como velocidade radial, pode ser medido a partir do desvio espectral causado pelo efeito Doppler. O movimento próprio, ou transverso, pode ser encontrado através de uma série de determinações posicionais em relação a objetos mais distantes. Como a distância relativa a determinada estrela é determinada por meios astrométricos como o paralaxe, a velocidade espacial pode ser computada. Esse é o movimento de fato de uma estrela relativo ao Sol ou ao Sistema de Repouso Local (SRL). O último é tipicamente tomado como a relação da posição atual do Sol seguindo uma órbita circular ao redor do centro galáctico com a velocidade média daquelas estrelas próximas com baixa velocidade de dispersão. O movimento do Sol no diz respeito ao SRL é chamado de movimento solar peculiar.
Os componentes da velocidade espacial no sistema de coordenadas galácticas da Via Láctea costumam ser designados U, V, e W, dados em km/s, em que U positivo indica a direção rumo ao centro galáctico, V positivo na direção da rotação galáctica, e W positivo na direção do Polo Norte Galáctico. O movimento peculiar do Sol no que diz respeito ao SRL é de (U, V, W) = (10.00 ± 0.36, 5.23 ± 0.62, 7.17 ± 0.38) km/s.
As estrelas na Via Láctea podem ser subdivididas em duas classes populacionais generalistas, baseadas na metalicidade, ou proporções de elementos de número atômico maior que o do hélio. Dentre as estrelas próximas, foi descoberto que nas estrelas de população I, as estrelas de maior metalicidade geralmente possuem velocidades menores que suas correspondentes mais velhas, as estrelas de população II. Essas últimas perfazem órbitas elípticas inclinadas em relação ao plano galáctico. A comparação da cinemática de estrelas próximas levou à identificação das associações estelares. Essas associações provavelmente constituem grupos de estrelas que compartilham um ponto de origem comum nas nuvens moleculares gigantes.
Na Via Láctea, há três componentes primários da cinemática estelar: o disco, o halo, e a protuberância ou barra. Esses grupos cinemáticos se relacionam intimamente às populações estelares da galáxia, estabelecendo uma correlação importante entre o movimento e a composição química, indicando, dessa maneira, diferentes mecanismos de formação. O halo pode ainda ser subdividido em halo interior e halo exterior, em que o halo interno apresenta uma rotação direta em relação à galáxia, e o halo exterior apresenta um movimento retrógrado relativo.

## Estrelas de alta velocidade
Dependendo da definição, uma estrela de alta velocidade pode ser uma estrela que se move desde 65 km/s a até 100 km/s em relação ao movimento médio das estrelas próximas ao Sol. Essa velocidade é por vezes denominada supersônica em relação ao meio interestelar circundante. Os três tipos de estrelas de alta velocidade são: estrelas em fuga, estrelas do halo e estrelas hipervelozes.

### Estrelas em fuga

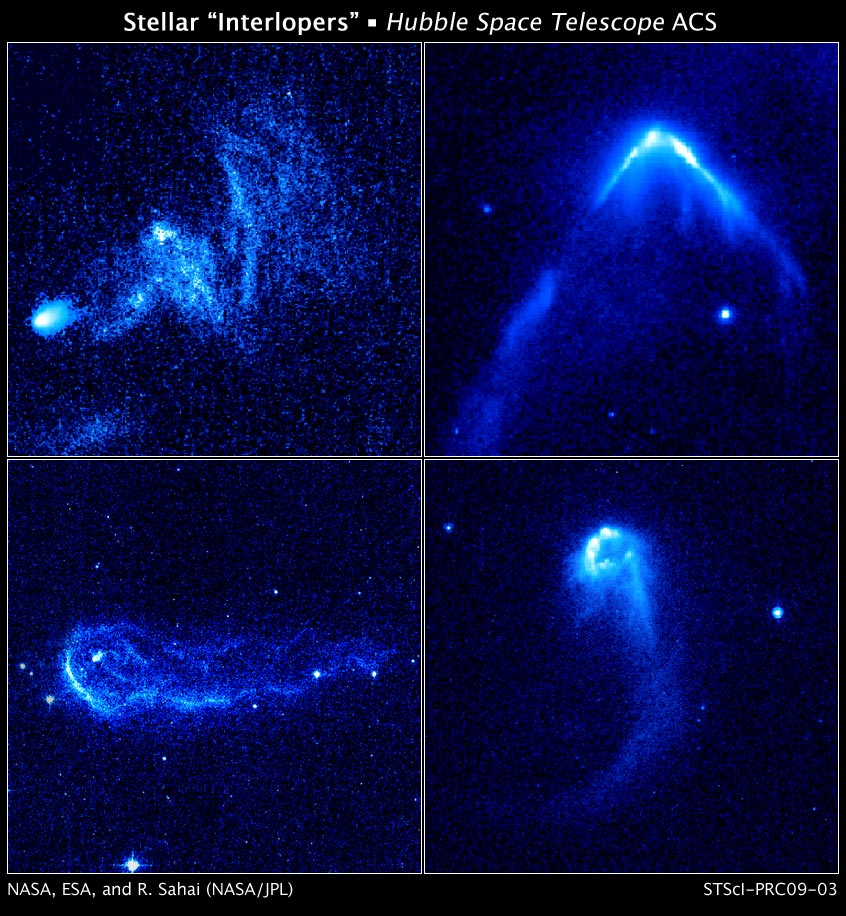
Quatro estrelas em fuga vagando através de regiões de gás interestelar denso criando ondas em arco e rastros de gás luminoso. As estrelas nessas imagens do Telescópio Espacial Hubble estão entre as 14 estrelas em fuga jovens fotografadas pela Advanced Camera for Surveys entre outubro de 2005 e julho de 2006.

Uma estrela em fuga é uma que se move através do espaço a uma velocidade anormalmente alta em relação ao meio interestelar circundante. O movimento próprio de uma estrela muitas vezes se projeta exatamente na direção de uma associação estelar, da qual ela deve ter saído.
Há dois mecanismos que podem originar uma estrela em fuga:
- No primeiro cenário, uma aproximação entre dois sistemas binários pode resultar no colapso dos dois sistemas, evento em que algumas das estrelas podem ser ejetadas em altas velocidades.
- No segundo cenário, uma explosão de uma supernova em uma estrela múltipla pode resultar na dispersão em alta velocidade dos componentes remanescentes desse sistema.

Os dois mecanismos são teoricamente plausíveis, mas os astrônomos geralmente aceitam a hipótese da supernova como sendo mais provável na prática.
Um exemplo de um grupo de estrelas em fuga que têm relação entre si é o caso de AE Aurigae, 53 Arietis e Mu Columbae, todas as quais se distanciam umas das outras a velocidades superiores a 100 km/s (comparativamente, o Sol se move através da galáxia a 20 km/s mais rapidamente que a média das estrelas locais). Rastreando o movimento dessas estrelas, constata-se que suas trajetórias fazem interseção nas proximidades da Nebulosa de Órion há aproximadamente 2 milhões de anos. Acredita-se que o Loop de Barnard seja um remanescente da supernova que ejetou essas estrelas.
Outro exemplo é o objeto de raio X Vela X-1, ao redor do qual as técnicas fotodigitais apontaram a presença de uma típica hipérbole de choque em arco.

### Estrelas do halo
As estrelas de alta velocidade são estrelas antigas que não compartilham do movimento do Sol ou da maioria das estrelas da vizinhança solar, que se encontra em órbitas circulares similares ao redor do centro da galáxia. Contrariamente às estrelas vizinhas, elas viajam em órbitas elípticas, o que muitas vezes as fazem orbitar bem por fora do plano galáctico. Apesar de suas velocidades orbitais não exceder a do Sol, suas diferentes trajetórias resultam em velocidades relativas mais altas.
Exemplos típicos são as estrelas do halo atravessando o disco da galáxia em ângulos oblíquos. Uma das 45 estrelas mais próximas, denominada estrela de Kapteyn, é um exemplo de estrela de alta velocidade nas proximidades do Sol. Sua velocidade radial observada é de -245 km/s, e os componentes de sua velocidade radial são U = 19 km/s, V = -288 km/s, e W = -52 km/s.

### Estrelas hipervelozes
As estrelas hipervelozes são estrelas cuja velocidade é tão alta a ponto de possibilitar que elas escapem do empuxo gravitacional da galáxia. Estrelas ordinárias na galáxia possuem velocidades da ordem de 100 km/s, ao passo que as estrelas hipervelozes (especialmente aquelas próximas ao centro da galáxia, onde supõe-se que a maior parte das estrelas se origine), possuem velocidades da ordem de 1000 km/s.
A existência das estrelas hipervelozes foi prevista em 1988, e confirmada em 2005.  Atualmente, dezesseis estrelas desse tipo são conhecidas, uma das quais se supõe ter se originado na Grande Nuvem de Magalhães, e não na Via Láctea. Todas as estrelas hipervelozes conhecidas atualmente se encontram em uma distância de 50,000 parsecs da Terra e não estão ligadas a nenhuma galáxia.
Acredita-se que 1000 estrelas hipervelozes existam na Via Láctea. Levando em conta que o número de estrelas em nossa galáxia se situa ao redor de 100 bilhões, esse montante constitui uma fração minúscula (~0.000001%) do total de estrelas na galáxia.[carece de fontes?]

#### Mecanismos de produção
O principal mecanismo de formação das estrelas hipervelozes pode ser resumido da seguinte forma: acredita-se que elas se originam durante aproximações de estrelas binárias do buraco negro supermassivo do centro da Via Láctea. Um dos dois parceiros é capturado pelo buraco negro, enquanto outro consegue escapar em alta velocidade. É preciso salientar que "capturado" não quer dizer que a binária seja necessariamente "tragada", não há possibilidade da captura de uma estrela hiperveloz por um buraco negro.
As estrelas hipervelozes conhecidas são estrelas de sequência principal cujas massas superam em poucas vezes a do Sol.
Uma equipe de pesquisadores do Observatório de Córdoba na Argentina acredita que as estrelas hipervelozes de nossa galáxia são resultados de uma fusão com uma colisão entre a Via Láctea e uma galáxia anã orbitante. Segundo eles, uma galáxia anã que tem orbitado a Via Láctea atravessou o centro da Via Láctea. No momento em que a galáxia anã se aproximou ao máximo do centro da Via Láctea, houve uma intenso empuxo gravitacional. Esse empuxo elevou a energia de algumas estrelas de tal menaira que elas foram ejetadas para o espaço extragaláctico.
Especula-se que algumas estrelas de nêutrons viajem a velocidades similares. No entanto, as estrelas conhecidas não possuem nenhuma ligação umas com as outras, tampouco são os seus mecanismos de criação similares. As estrelas de nêutrons são remanescentes de supernovas, e suas velocidades extremas são provavelmente resultantes de explosão assimétrica de supernova. Acredita-se que a estrela de nêutrons RX J0822-4300, cujos movimentos foram medidos a uma velocidade recorde de 1500 km/s (0.5% c) em 2007 pelo Chandra X-ray Observatory, tenha sido produzido desta maneira.

#### Lista de estrelas hipervelozes
- HVS 1  - (SDSS J090744.99+024506.8) (também conhecida como a Estrela Excluída) – a primeira estrela hiperveloz descoberta[10]
- HVS 2  - (SDSS J093320.86+441705.4) ou (US 708)
- HVS 3  - (HE 0437-5439) – possivelmente originária da Grande Nuvem de Magalhães[11]
- HVS 4  - (SDSS J091301.00+305120.0)
- HVS 5  - (SDSS J091759.42+672238.7)
- HVS 6  - (SDSS J110557.45+093439.5)
- HVS 7  - (SDSS J113312.12+010824.9)
- HVS 8  - (SDSS J094214.04+200322.1)
- HVS 9  - (SDSS J102137.08-005234.8)
- HVS 10 - (SDSS J120337.85+180250.4)

## Grupos cinemáticos
Um conjunto de estrelas que apresentam idades e movimentos espaciais similares é denominado um grupo cinemático. As estrelas constituintes deste grupo são passíveis de uma origem comum, tal como a evaporação de um aglomerado aberto, remanescentes de uma região formadora de estrelas, ou coleções de interfaces de explosões formadoras de estrelas em diferentes períodos de tempo em regiões adjacentes. A maioria das estrelas se originam em novens moleculares conhecidas como berçários estelares. As estrelas formadas em uma nuvem desse tipo compõem aglomerados abertos mantidos pela ação da gravidade contendo milhares de membros que apresentam idades e composições similares. Esses grupos se desassociam com o passar do tempo. Grupos de estrelas que escapam do aglomerado, ou que não se encontram mais unidos pela gravidade formam associações estelares. Na medida em que essas estrelas envelhecem e se dispersam, a associação deixa de ser aparente e elas se tornam grupos moventes de estrelas.
Os astrônomos são capazes de determinar se as estrelas fazem parte de um grupo cinemático porque elas compartilham da mesma idade, metalicidade, e cinemática (velocidade radial e movimento próprio). Como as estrelas de um grupo movente são formadas em conjunto e ao mesmo tempo em uma mesma nuvem gasosa, apesar de serem posteriormente colapsadas por forças tidais, elas compartilham das mesmas características.

### Associações estelares
Uma associação estelar constitui um grupo de estrelas com elevado grau de independência, as quais compartilham da mesma origem, mas não se encontram mais unidas pela força gravidade e ainda se movem juntas através do espaço. As associações são identificadas primariamente por seus vetores de movimento comuns e idades. A identificação através da composição química também é utilizada na definição de uma estrela como membro de uma associação estelar.
As associações estelares foram descobertas pela primeira vez pelo astrônomo armênio Viktor Ambartsumian em 1947. O nome convencional de uma associação estelar emprega os nomes ou as abreviações da constelação (ou constelações) que as hospedam, o tipo de associação, e às vezes um identificador numérico.

#### Tipos

Imagem em infravermelho do Telescópio VISTA do EOS de uma nuvem molecular em Monoceros.

Em princípio, Viktor Ambartsumian categorizou as associações estelares em dois grupos, OB e T, baseando-se nas propriedades de suas estrelas. Uma terceira categoria, R, foi sugerida posteriormente por Sidney van den Bergh para as associações que iluminam as nebulosas de reflexão. As associações OB, T, e R formam uma continuidade de agrupamentos estelares jovens. Mas atualmente não é certo se elas formam uma sequência evolucionária, ou representam outro fator envolvido. Alguns grupos também exibem propriedades tanto das associações OB quanto T, o que dificulta a categorização de todas as associações.

#### Associações OB
Associações jovens contêm entre 10 e 100 estrelas maciças de classes espectrais O e B e são conhecidas como associações OB. Acredita-se que elas se formam dentro do mesmo volume no interior de uma nuvem molecular gigante. Quando a poeira e o gás circundante houver se dissipado, a força gravitacional que une as estrelas remanescentes se enfraquece, fazendo com que elas passem a vagar livremente pelo espaço. Acredita-se que a maioria de todas as estrelas na Via Láctea se formaram como associações OB. Estrelas de classe O possuem vidas curtas, e implodem em supernovas em um milhão de anos. Como resultado, as associações OB possuem geralmente uma idade de poucos milhões de anos, talvez menos. As estrelas O-B em uma associação queimariam seus combustíveis em 10 milhões de anos. (Um período curtíssimo, comparado à idade atual do Sol, em torno de 5 bilhões de anos.)
O satélite Hipparcos conduziu medições que localizaram várias associações OB a até 650 parsecs do Sol. A associação OB mais próxima é a Associação Scorpius-Centaurus, localizada a aproximadamente 400 anos-luz do Sol.
Associações OB também foram encontradas na Grande Nuvem de Magalhães e na Galáxia de Andrômeda. Essas associações podem ser bem dispersas, abrangendo 1,500 anos-luz em diâmetro.

#### Associações T
Grupos estelares jovens podem conter algumas estrelas T Tauri ainda em processo de adentrar a sequência principal. Essas populações esparsas contendo mais de mil estrelas T Tauri são conhecidas como associações T. O exemplar mais próximo é a Associação T Taurus-Auriga (Associação T Tau-Aur), localizada à distância de 140 parsecs do Sol. Outros exemplos de associações T incluem a Associação T R Corona Australis, a Associação T Lupus T,  a Associação T Chamaeleon e a Associação T Velorum. As associações T são frequentemente encontradas nas vizinhanças da nuvem molecular em que se formaram. Algumas, mas não todas, incluem estrelas da classe O-B. Resumindo as características dos membros dos grupos moventes; pode-se dizer que eles possuem a mesma imagem e as mesmas origens, a mesma composição química e a mesma amplitude e direção em suas velocidades vetoriais.

#### Associações R
Associações de estrelas que iluminam as nebulosas de reflexão são denominadas Associações R, um nome sugerido por Sidney van den Bergh após a descoberta de que as estrelas nessas nebulosas apresentam uma distribuição não-uniforme. Esses agrupamentos estelares jovens contêm estrelas novas da sequência principal que não são suficientemente maciças para dissipar as nuvens interestelares nas quais se formaram. Isso possibilita que as propriedades da nuvem escura circundante seja examinada por astrônomos. Como as associações R são mais abundantes que as associações OB, elas podem ser utilizadas para se delinear as estruturas dos braços das galáxias em espiral. Um exemplo de associação R é Monoceros R2, localizada a 830 ± 50 parsecs do Sol.

### Grupos moventes
Se os remanescentes de uma associação estelar passam a vagar pela galáxia, elas passam a ser denominados coletivamente como um grupo movente. Os grupos moventes podem ser antigos, tal como o grupo movente HR 1614 formado há 2 bilhões de anos atrás, ou jovens, tal como o Grupo Movente AB Doradus formado há apenas 50 milhões de anos.
Os grupos moventes foram bastante estudados por Olin Eggen nos anos 60. Uma lista dos grupos moventes mais próximos foi compilada por López-Santiago et al. O mais próximo de todos é o Grupo Movente Ursa Major, que inclui todas as estrelas do  asterismo Grande Carro, exceto α Ursae Majoris e η Ursae Majoris. Esse grupo é próximo o bastante a ponto de o Sol se localizar em suas bordas externas, sem constituir parte d grupo. Assim, enquanto os membros se concentram em declinações próximas a 60° N, as formações mais externas se encontram mais distantes no céu, como Triangulum Australe a 70° S.

### Correntes estelares
Uma corrente estelar é uma associação de estrelas orbitando uma galáxia que fora outrora um aglomerado globular ou uma galáxia anã e se encontra agora dividida e estendida ao longo de sua órbita por forças tidais.

### Grupos cinemáticos conhecidos
Alguns grupos cinemáticos incluem:
- Associação Local (Plêiades)
- Grupo movente AB Doradus
- Aglomerado Alpha Persei
- Grupo movente Beta Pictoris
- Grupo movente Castor
- Associação Corona Australis
- Associação Eta Chamaeleontis
- Corrente de estrelas Hercules
- Corrente de estrelas Hyades Stream
- Superaglomerado IC 2391
- Associação MBM 12
- Associação Tucana-Horoglium
- Associação TW Hydrae
- Grupo movente Ursa Major
- Grupo movente Zeta Herculis